# Liste des évêques de Sigüenza-Guadalajara

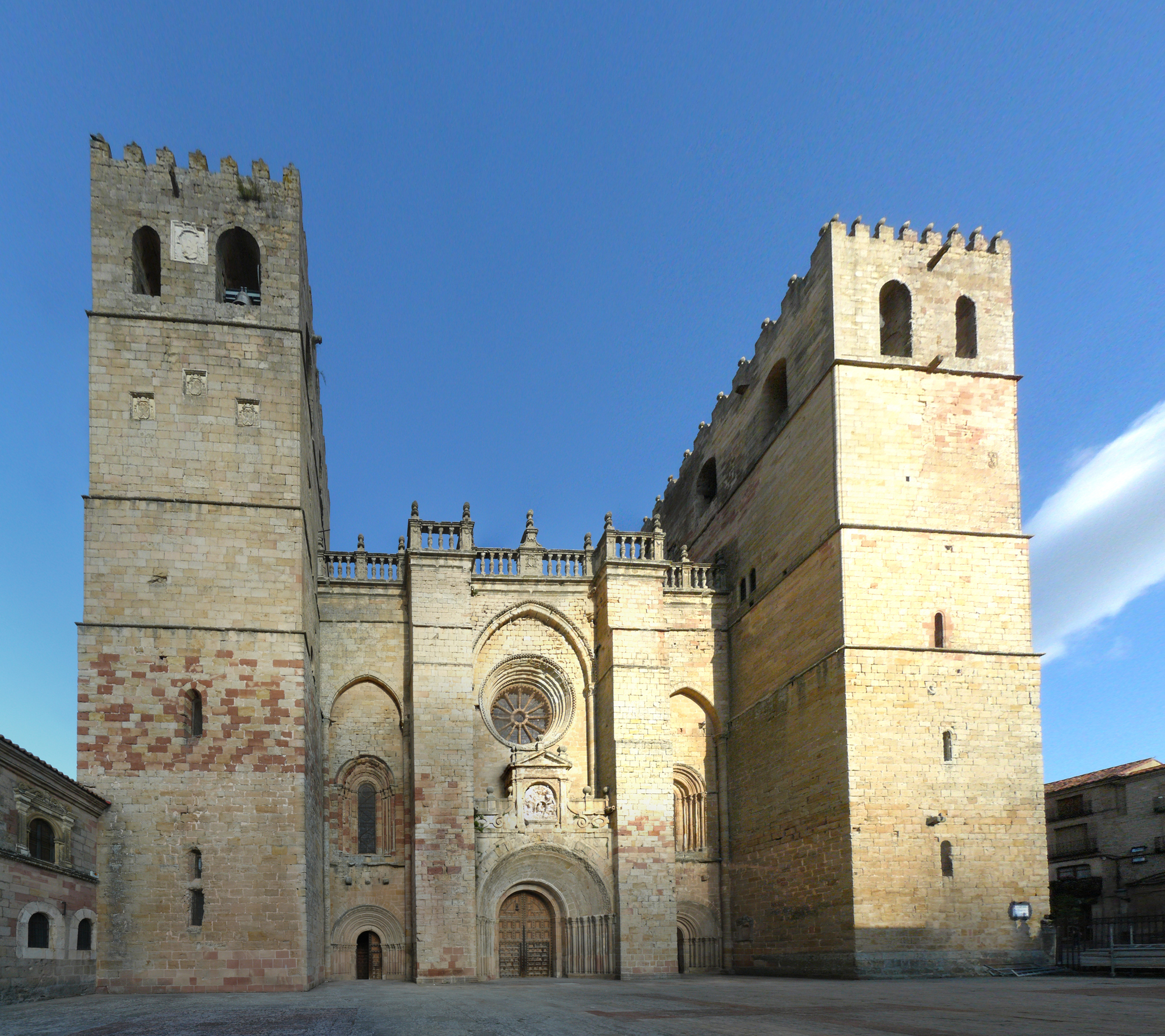
Cathédrale Sainte-Marie de Sigüenza.

Liste des évêques du diocèse de Sigüenza-Guadalajara.

## Évêques de Sigüenza
- Protógenes (589-610)
- Ildisclo (633)
- Widerico (647-656)
- Egica (675-679)
- Ella (680-684)
- Gunderico (688-693) nommé archevêque de Tolède
- Sisemundo (804)

## Évêques de Sigüenza après la reconquête
- Bernardo de Agén (1121-1152)
- Pedro de Leucata (1152-1156)
- Cerebruno (1156-1167)
- Joscelmo (1168-1177)
- Arderico (1178-1184) nommé évêque de Palencia
- Gonzalo (1184)
- Martín López de Pisuerga (1186-1191) nommé archevêque de Tolède
- Martin de Hinojosa O.Cist (1191-1192)
- Rodrigo (1192-1221)
- Lope (1221-1237)
- Fernando (1239-1250)
- Pedro II (1251-1259)
- Andrés (1262-1268)
- Lope Díaz de Haro (1269-1271)
- Martín Gómez (1275-1277)
- Gonzalo II Pérez (1288)
- García Martínez (1288-1299)
- Simón Girón de Cisneros (1301-1327)
- Arnaldo (1326-1328)
- Alonso Pérez de Zamora (1329-1340)
- Blasco Dávila (1340-1341)
- Pedro III (1341-1342)
- Gonzalo de Aguilar (1342-1348) nommé archevêque de Saint-Jacques-de-Compostelle
- Pedro Gómez Barroso de Albornoz (1348-1358) nommé évêque de Coimbra
- Juan Lucronio (1358-1361) nommé évêque de Burgos
- Juan de Salas (1361-1375)
- Juan García Manrique (1376-1381)
- Juan de Castromocho (1381-1382)
- Lope Rodrigo de Villalobos (1382-1388)
- Guillermo (1388) Nommé par l'antipape Clément VII, chassé par le conseil municipal.
- Juan Serrano (1389-1402)
- Juan de Illescas (1403-1415)
- Juan González Grajal (1415-1416)
- Alonso de Argüello (1417-1419) nommé archevêque de Saragosse
- Pedro de Fonseca (1419-1422)
- Alfonso Carrillo de Albornoz (1422-1434)
- Alfonso Carrillo de Acuña (1436-1446) nommé archevêque de Tolède
- Gonzalo de Santa María (1446-1448)
- Fernando de Luján (1449-1465)
- Diego López de Madrid (1465-1466) intrus déposé par la force des armes
- Juan de Mella (1466-1467)
- Pedro González de Mendoza (1467-1495)
- Bernardino López de Carvajal (1495-1511) excommunié mais reconnut ses torts, rétabli en 1513, en 1521 nommé évêque de Palencia
- Fadrique de Portugal (1512-1539) nommé archevêque de Saragosse
- García de Loaysa y Mendoza (1532-1539) nommé archevêque de Séville
- Fernando de Valdés y Salas (1539-1546) nommé archevêque de Séville
- Fernando Niño (1546-1552)
- Pedro Pacheco Ladrón de Guevara (1554-1560) nommé au diocèse suburbicaire d'Albano
- Francisco Manrique de Lara (1560)
- Pedro de la Gasca (1561-1567)
- Diego Espinosa Arévalo (1568-1572)
- Juan Manuel (1574-1579)
- Lorenzo Suárez de Figueroa y Fernández de Córdoba (1579-1605)
- Mateo de Burgos (1606-1611)
- Antonio Venegas y Figueroa (1612-1614)
- Sancho Dávila y Toledo (1615-1622) nommé évêque de Palencia
- Francisco López de Mendoza (1622-1623)
- Pedro González de Mendoza (1623-1639) fils de Rui Gomes da Silva et de Ana de Mendoza de la Cerda
- Fernando de Andrade y Sotomayor (1640-1645) nommé archevêque de Saint-Jacques-de-Compostelle
- Pedro de Tapia (1645-1649) nommé évêque de Cordoue
- Bartolomé Santos de Risoba (1650-1657)
- Antonio Sarmiento de Luna y Enríquez (1657-1661)
- Andrés Bravo de Salamanca (1662-1668)
- Frutos Patón de Ayala (1669-1671)
- Pedro de Godoy (1672-1677)
- Tomás Carbonell (1677-1692)
- Juan Grande Santos de San Pedro (1692-1697)
- Francisco Álvarez y Quiñones (1698-1710)
- Francisco Solís Hervás (1711) avant de prendre possession du siège, il est transféré à Cordoue
- Francisco Rodríguez de Mendarozqueta (1714-1722)
- Juan de Herrera y Soba (1722-1726)
- José García y Castro (1727-1746)
- Francisco Díaz Santos Bullón (1750-1761) nommé archevêque de Burgos
- José Patricio de la Cuesta y Velarde (1761-1768)
- Francisco Javier Delgado Venegas (1769-1776) nommé archevêque de Séville
- Juan Díaz de la Guerra (1777-1800), incapacité à partir de 1796, délègue son évêque auxiliaire
  - Blas Álvarez de Palma (1797-1801)
- Pedro Inocencio Bejarano (1801-1818)
- Manuel Fraile y García (1819-1837)
- Siège vacant
- Gregorio García Barba administrateur apostolique
- Joaquín Fernández Cortina (1847-1854)
- Francisco de Paula Benavides y Navarrete (1858-1875) nommé patriarche des Indes occidentales
- Manuel Gómez-Salazar y Lucio-Villegas (1875-1879) nommé évêque de Málaga
- Antonio Ochoa y Arenas (1879-1896)
- José María Caparrós y López (1896-1897)
- Toribio de Minguella y Arnedo (1897-1917)
- Eustaquio Nieto Martín (es) (1917-1936) 1er des 13 évêques assassinés durant la guerre civile
- Hilario Yaben y Yaben (1936-1944) vicaire capitulaire
- Luis Alonso Muñoyerro (1944-1950)
- Pablo Gúrpide Beope (1951-1955, nommé évêque du diocèse de Bilbao

## Évêques de Sigüenza-Guadalajara
- Lorenzo Bereciartua Balerdi (1955-1963) nommé évêque du diocèse de Saint-Sébastien
- Laureano Castán Lacoma (1964-1980)
- Jesús Pla Gandía (1981-1991)
- José Sánchez González (1991-2011)
- Atilano Rodríguez Martínez (2011-2023)
- Julián Ruiz Martorell (es) (2023-...)

## Source
- (es) Cet article est partiellement ou en totalité issu de l’article de Wikipédia en espagnol intitulé « Anexo:Obispos de Sigüenza » (voir la liste des auteurs).